# 卡拉巴赫

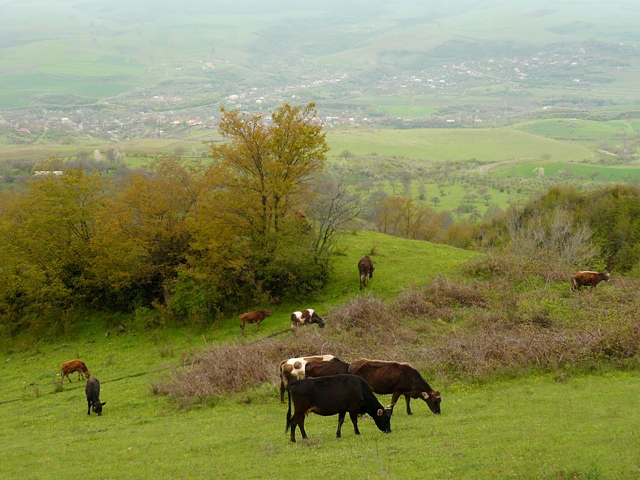
高地卡拉巴赫風景

卡拉巴赫（亞美尼亞語： Gharabagh；英語：Karabakh），是南高加索的一個地理區，在今日的亞美尼亞東部及亞塞拜然西南部；由小高加索高地延伸至庫拉河、阿拉斯河之間的低地。它包含三個地區：高地卡拉巴赫（歷史上的阿爾察赫，今日的納戈爾諾-卡拉巴赫）、低地卡拉巴赫（庫拉河西南部草原）與休尼克的一部分。